# Deir Sharaf
Deir Sharaf, en arabe : دير شرف, est un village du gouvernorat de Naplouse en Palestine, situé à 7,8 km au nord-ouest de Naplouse, au centre de la Cisjordanie.
Selon le recensement du bureau central palestinien des statistiques, la localité compte une population de 2 949 habitants en 2017.